# Campeonato Paulista 1912
El Campeonato de Fútbol de la Liga Paulista de 1912 fue la undécima edición de esta competencia entre los clubes de fútbol de São Paulo afiliados a la LPF. Es reconocido oficialmente por la Federación de Fútbol de São Paulo como el Campeonato de Fútbol de São Paulo de ese año. Friedenreich de Mackenzie terminó como máximo goleador con 16 goles.

## Historia
El 29 de febrero de 1912, la Asamblea General de la Liga de Fútbol de São Paulo se reunió para elegir su nueva directiva. El encuentro se llevó a cabo en las oficinas cedidas por Casa Vanorden (la familia que controlaba el Americano), en lugar de la sala del edificio Martinico Prado (la familia que controlaba el Paulistano), que en años anteriores fue cedida por el Mayor Fonseca (expresidente de la liga). El estadounidense William Edward Lee, empresario del comercio de importaciones y agente consular de Estados Unidos en São Paulo, fue elegido presidente. Sin experiencia previa en deportes, Lee era un aliado de los Vanorden, una familia que tenía profundos lazos con los Estados Unidos y la Iglesia Presbiteriana.
El cambio de dirección de la LPF, por primera vez fuera del control de la élite campesina, pronto se vio confirmado por el aumento del número de participantes en el campeonato de esa temporada, con el regreso de los ex afiliados internacionales, perdonados de la prohibición. sufrió tres años antes, y Mackenzie, cuyo núcleo futbolístico fue recreado cinco años después de que fuera extinguido por la dirección de Mackenzie College.
Tradicalmente programado para comenzar en mayo, el torneo de 1912 se adelantó a abril para dar cabida al aumento de partidos. La disputa por el título fue liderada por Americano y Paulistano. Con ambos turnándose en el liderato hasta mediados de julio, el segundo choque entre los dos tuvo lugar el 11 de agosto y resultó en la victoria estadounidense 2-0 y la reanudación del primer lugar, con 14 puntos en ocho partidos, frente a 13 puntos. y nueve partidos de clubes del Velódromo.
Pero como resultado, Paulistano perdió uno de sus juegos y se encontraba en una situación difícil, mientras que Americano ganó dos más. El 27 de octubre, Americano venció a Germania por 3-0, llegando a 18 puntos y aún con un partido más por jugar (posiblemente llegando a 20 puntos). Aunque el segundo clasificado Paulistano sumó 15 puntos y aún le quedaban dos partidos antes del final de la competición (posiblemente llegando a 19 puntos), los cuatro partidos restantes del campeonato (Americano - Internacional; Paulistano - Mackenzie; Paulistano - São Paulo AC; Internacional - Mackenzie) fueron cancelados de común acuerdo entre los clubes, debido a una excursión de un equipo paulista a Rio Grande do Sul, sin fechas para la celebración de los juegos pendientes, y el Americano se coronó campeón por primera vez.
Al final, se disputaron 38 partidos en el campo Velódromo Paulista, con 162 goles marcados (una media de 4,26 por partido).
El campeonato marcó la última participación del São Paulo Athletic, el primero y hasta entonces el mayor ganador de la LPF, en competencias oficiales. Mackenzie y Paulistano también dejarían la liga la temporada siguiente, pero para fundar la disidente Associação Paulista de Sports Athleticos.

## Sistema
El campeonato se disputó en un sistema de dobles rondas, con el equipo con más puntos ganando el título.

## Campeonato
A pesar de que AA das Palmeiras había dejado la liga el año anterior, el campeonato se expandió, con el regreso de Mackenzie e Internacional. Los últimos cuatro partidos del campeonato se cancelaron porque un equipo de São Paulo XI haría una gira por Rio Grande do Sul en noviembre, lo que dejaría a los equipos sin jugadores importantes si los partidos se llevaran a cabo.

## Tabla
- 07/4 Estadounidense 2-0 São Paulo AC

- 14/4 Paulistano 8-3 Ypiranga

- 4/20 Estadounidense 3-2 Mackenzie

- 4/21 Internacional 3-2 Germania

- 28/4 Paulistano 1-1 Americano

- 03/5 Mackenzie 8-2 Ypiranga

- 05/5 Internacional 2-2 Ypiranga

- 12/5 Paulistano 4-2 Germania

- 13/5 Mackenzie 4-0 Internacional

- 5/19 Estadounidense 3-0 Ypiranga

- 26/5 Paulistano 3-1 São Paulo AC

- 06/02 Internacional 1-0 São Paulo AC

- 9/6 Estadounidense 1-1 Internacional

- 16/6 São Paulo AC 3-2 Ypiranga

- 23/6 Paulistano 3-1 Internacional

- 29/6 Paulistano 2-0 Mackenzie

- 30/6 Germania 2-1 Ypiranga

- 07/7 Germania 1-1 São Paulo AC

- 13/7 Mackenzie 6-2 São Paulo AC

- 7/14 Estadounidense 2-0 Germania

- 7/20 Germania 2-1 Mackenzie

- 21/7 São Paulo AC 0-3 Estadounidense

- 28/7 Ypiranga 1-2 Paulistano

- 8/4 Germania 1-1 Internacional

- 11/8 Americano 2-0 de São Paulo

- 15/8 Mackenzie 2-2 Germania

- 8/18 Ypiranga 3-1 Internacional

- 24/8 São Paulo AC 0-5 Mackenzie

- 25/8 Germania 3-1 Paulistano

- 09/01 Ypiranga 1-7 São Paulo AC

- 09/07 Ypiranga 3-4 Mackenzie

- 15/9 São Paulo AC 1-0 Internacional

- 9/29 Ypiranga 2-2 Estadounidense

- 06/10 Internacional 1-4 Paulistano

- 12/10 Mackenzie 3-3 Estadounidense

- 13/10 Ypiranga 0-8 Germania

- 20/10 São Paulo AC 1-4 Germania

- 27/10 Germania 0-3 Estadounidense

- Internacional x Americano (no realizado)

- Mackenzie x Paulistano (no interpretado)

- São Paulo AC x Paulistano (no realizado)

- Internacional x Mackenzie (no realizado)